# Museum der Geschichte der polnischen Juden

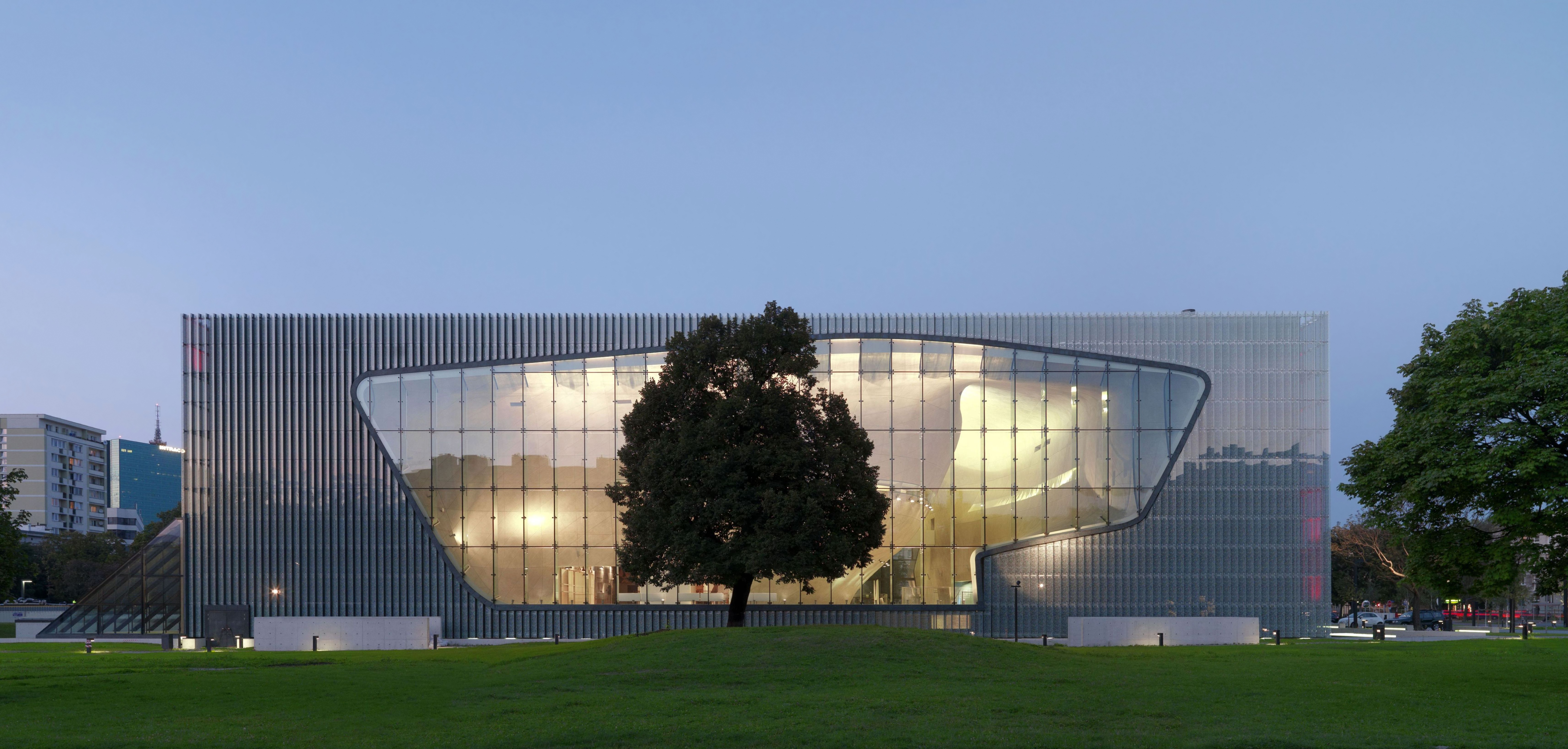
Außenansicht von Westen

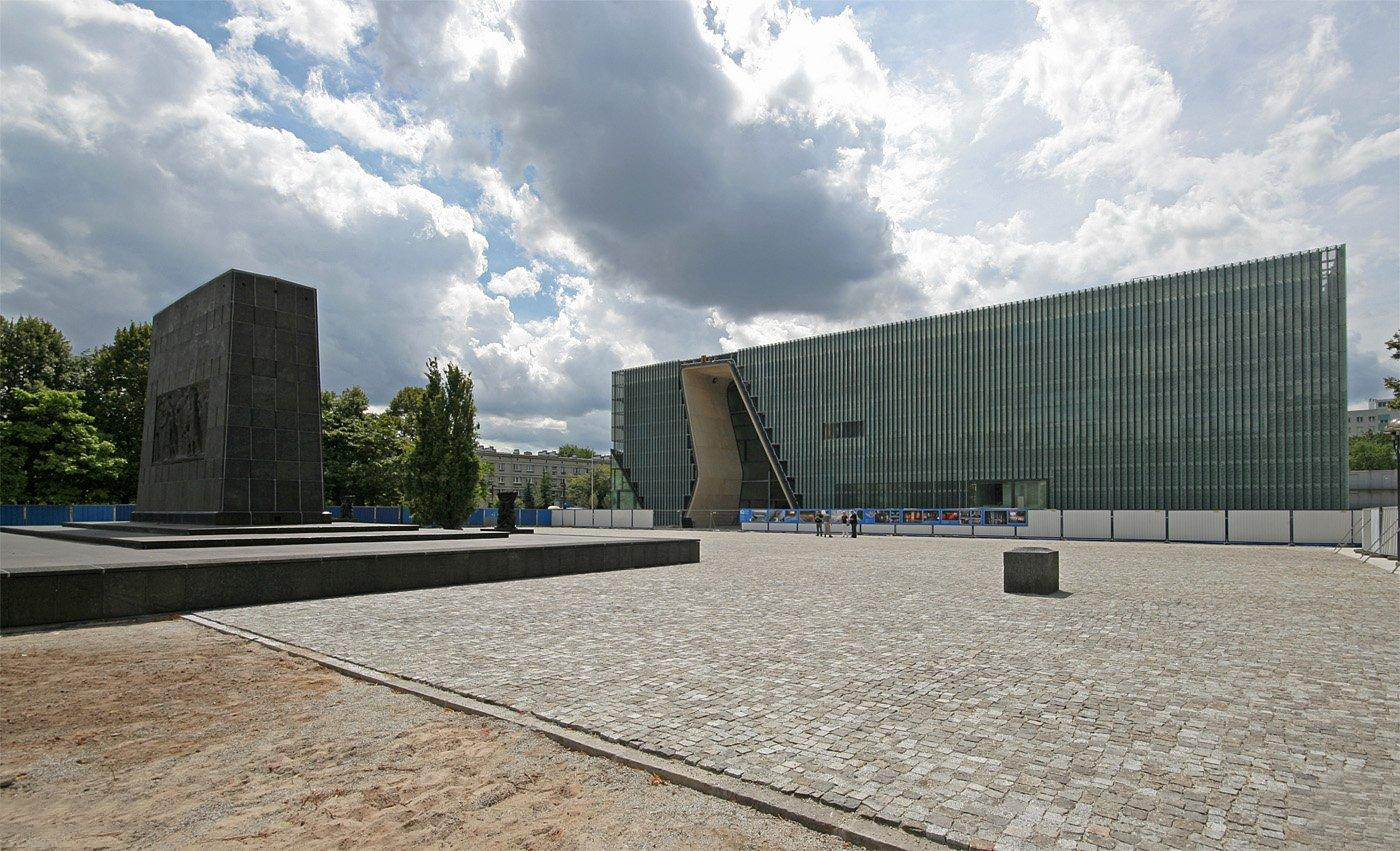
Frontansicht (2013)

Das Museum der Geschichte der polnischen Juden POLIN (poln. Muzeum Historii Żydów Polskich, POLIN) ist ein Museum in der polnischen Hauptstadt Warschau, neben dem Denkmal der Helden des Warschauer Ghettos. Der Grundstein wurde am 26. Juni 2007 gelegt. Das Museum wurde am 19. April 2013 mit einer Feier anlässlich des 70. Jahrestages des Beginns des Warschauer Ghettoaufstandes teileröffnet. Die komplette Fertigstellung und feierliche Eröffnung fand am 28. Oktober 2014 statt. Gründungsdirektor des Museums war Jerzy Halbersztadt, 2011 abgelöst durch Agnieszka Rudzińska-Rytel (vorläufig).
Das Museum befindet sich in einem Gebäude in der Anielewicza-Straße 6, das in den Jahren 2009–2013 nach einem Entwurf eines Teams finnischer Architekten unter der Leitung von Rainer Mahlamäki errichtet wurde. Das Gebäude wurde im April 2013 eröffnet, die Dauerausstellung folgte im Oktober 2014.

## Geschichte
Die Idee eines der Geschichte der polnischen Juden gewidmeten Museums kam 1997 auf. Im selben Jahr gab die Stadt Warschau für diesen Zweck das einzige noch unverbaute Grundstück im ehemaligen jüdischen Viertel Warschaus frei.

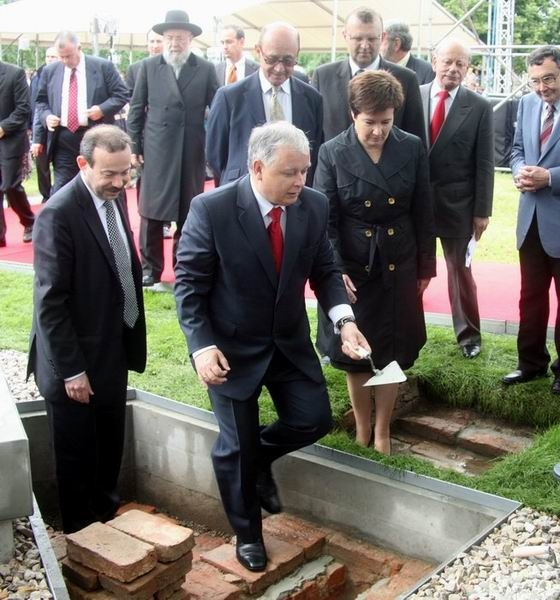
Präsident Lech Kaczyński bei der Grundsteinlegung für das Museum

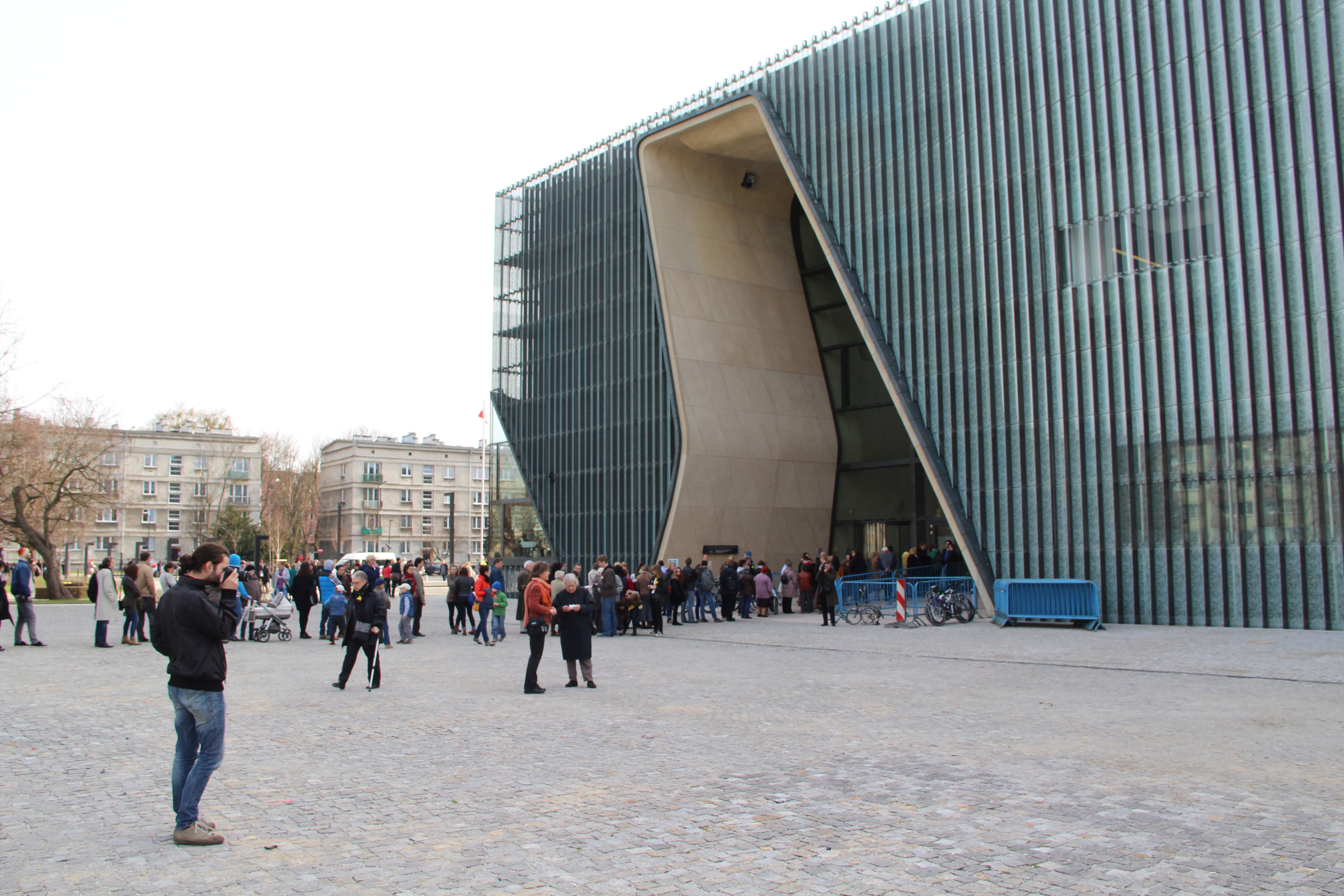
Eingangsbereich am Tag nach der Teileröffnung

Im Jahr 2005 wurde das Museum offiziell gegründet, und 2006 wurde auf dem Baugrund eine begehbare Installation errichtet, der Ohel (hebräisch für Zelt), in dem das Museum Ausstellungen und Veranstaltungen durchgeführt hat. Im April 2007 nahm das Bildungszentrum des Museums, das sich mit der Organisation von Schulungen, Workshops u. a. in ganz Polen befasst, seine Arbeit auf. Im Juni 2007 kam es zur feierlichen Grundsteinlegung, an der der polnische Präsident Lech Kaczyński, der Kulturminister Kazimierz Michał Ujazdowski, die Warschauer Bürgermeisterin Hanna Gronkiewicz-Waltz, der Vorsitzende der Vereinigung für das Jüdische Historische Institut in Polen Marian Turski sowie der erste Förderer aus den USA, Victor Markowicz, teilnahmen.
Deutschland hat Warschau beim Bau des neuen Museums für Jüdische Geschichte in Polen 2006/07 mit fünf Millionen Euro unterstützt. Das teilte die Bundesregierung 2006 in Berlin mit. Am 9. April 2016 wurde dem Museum im spanischen Donostia-San Sebastián vom Europäischen Museums-Forum (EMF) der European Museum of the Year Award 2016 verliehen.
Im Museum der Geschichte der polnischen Juden kann über den Auslandsdienst Österreichs ein Gedenkdienst abgeleistet werden.

### Historischer Kontext des Standortes
Das Gebäude des neuen Museums entstand im Zentrum des ehemaligen jüdischen Viertels von Warschau, das als Nördliches Viertel bekannt war.
In den Jahren 1784–1792 wurde an der Stelle, an der sich heute das POLIN Museum befindet, ein monumentales Gebäude der Kronartillerie Kaserne errichtet, entworfen von Stanisław Zawadzki. Das Gebäude wurde auch – nach dem russischen Leibgarde-Volhynischen Regiment, das dort zwischen 1815 und 1830 stationiert war – als Wolhynische Kaserne bezeichnet. Später diente es als Militärgefängnis.

## Bezeichnung POLIN

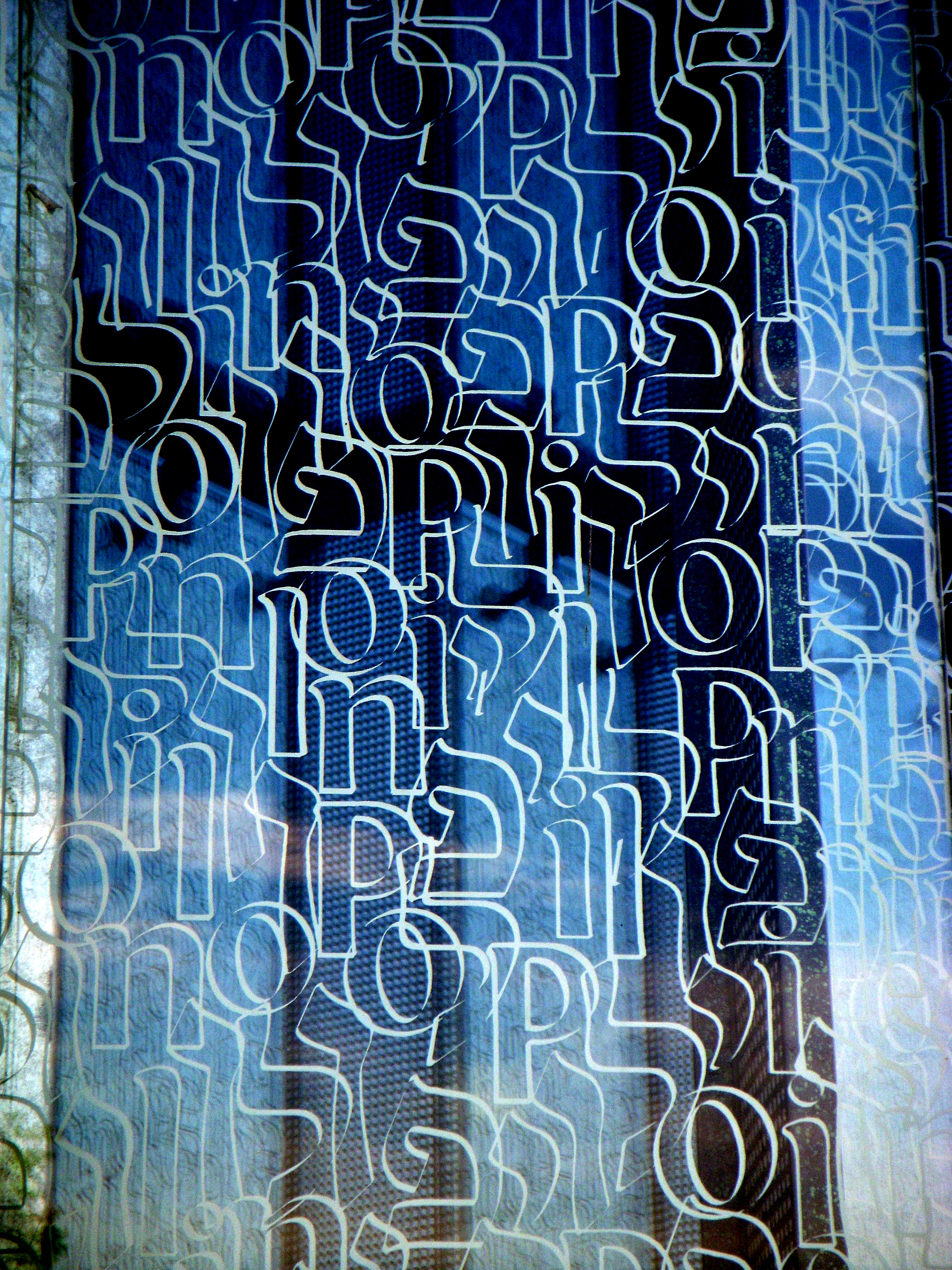
Hebräische und lateinische Buchstaben des Wortes „Polin“ an der Fassade

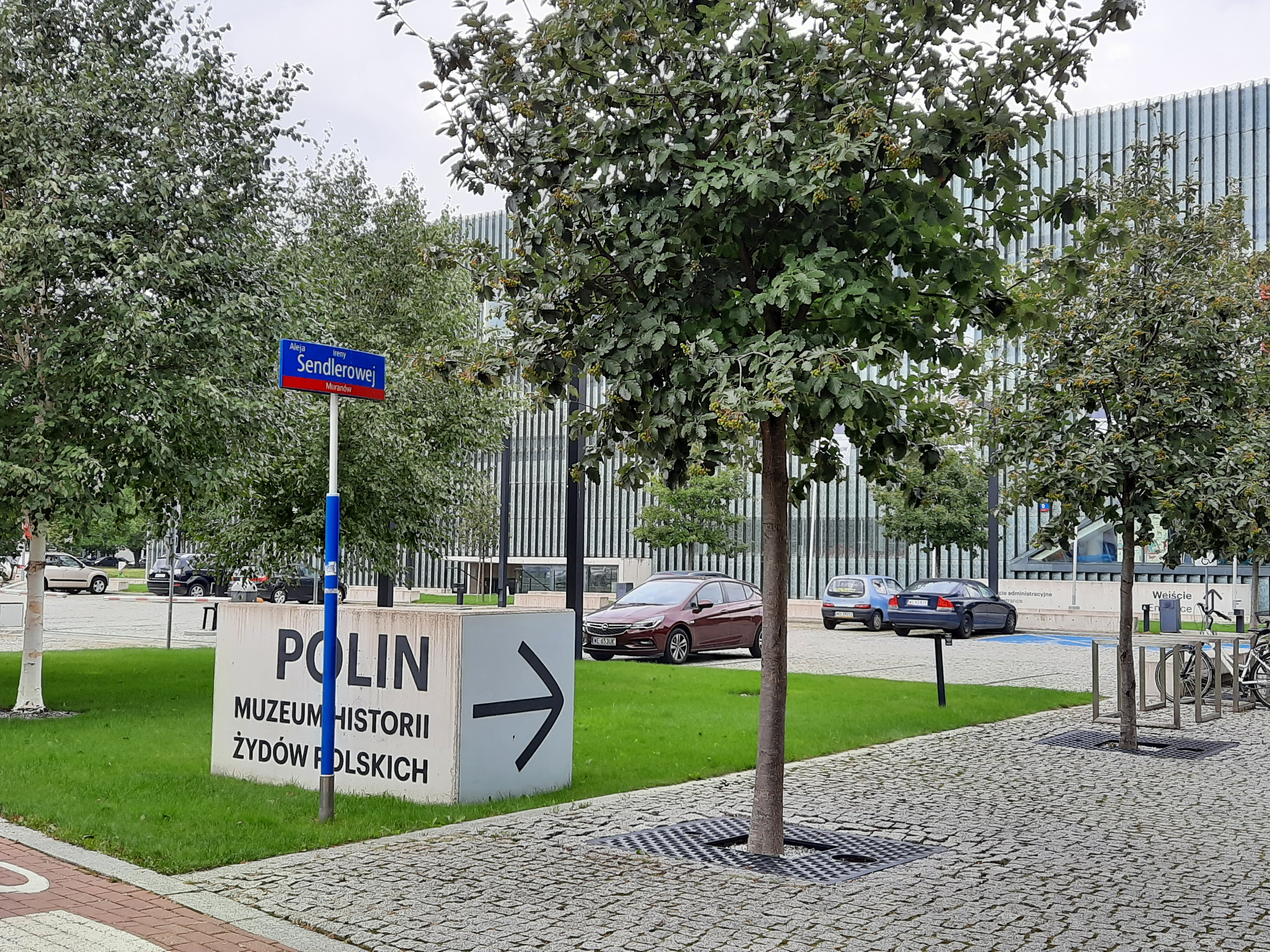
Hinweistafel zum Museum

Das hebräische Wort für Polen (פּוֹלִין) wird auf Hebräisch als Polania oder Polin ausgesprochen. Wie ins Hebräische übersetzt, wurden diese Namen für Polen als „gute Vorzeichen“ interpretiert, da „Polania“ in drei hebräische Wörter unterteilt werden kann: po („hier“), lan („wohnt“), ia („Gott“) und „Polin“ in zwei Wörter von: po („hier“) lin („[du solltest] wohnen“). Die darin enthaltene Botschaft bedeute, dass Polen ein guter Ort für die Juden sei und bezieht sich auf eine Legende über die Ankunft der ersten Juden in Polen.

## Ausstellungskonzept

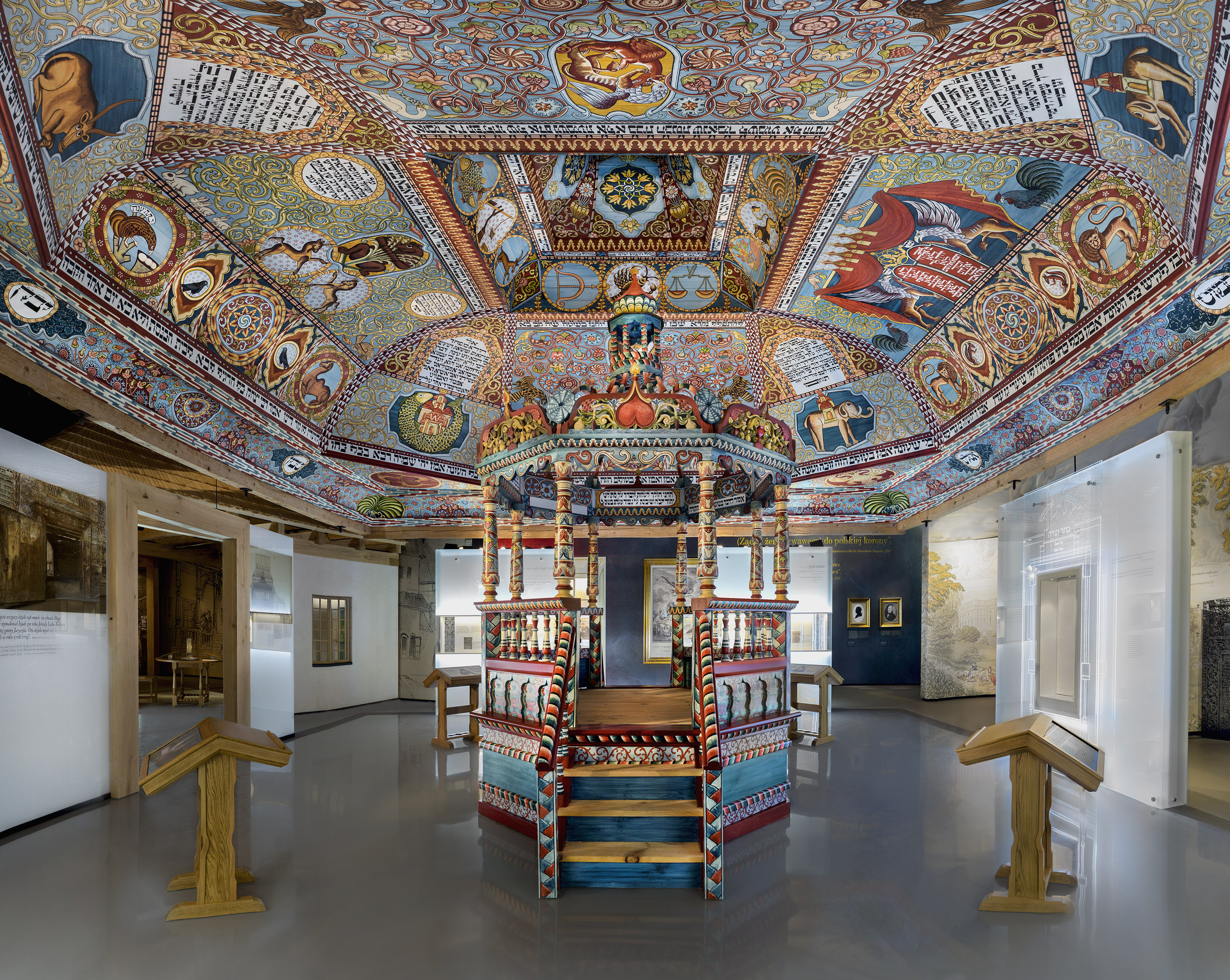
Gewölbe und Bima der Synagoge in Gwoździec im Warschauer Museum

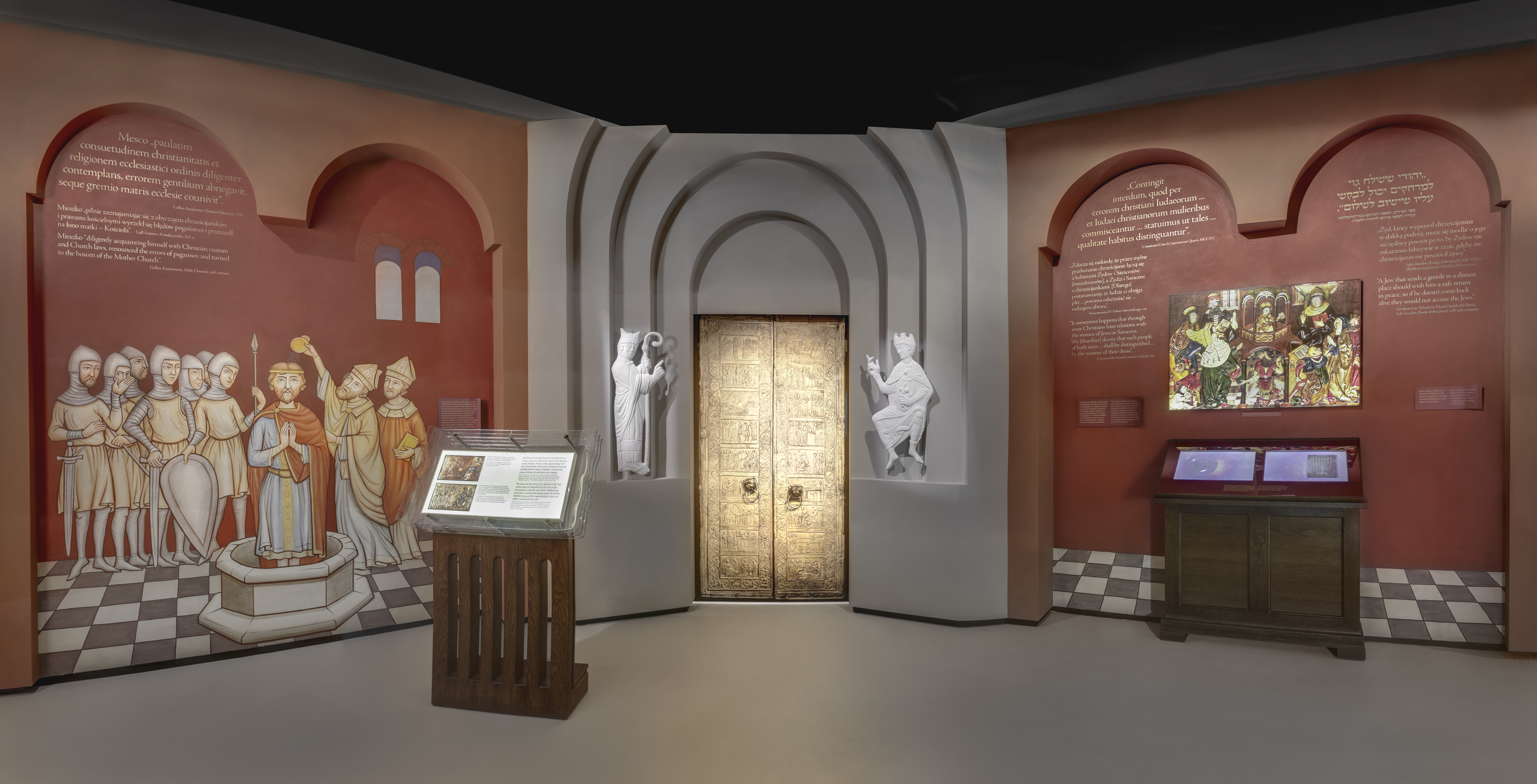
Ausstellungsraum
Erste Begegnungen

Im Museum befinden sich Räume für wechselnde Ausstellungen (1300 m²) und eine ständige Ausstellung (4300 m²) über die Geschichte der polnischen Juden vom Mittelalter bis heute, das Bildungszentrum und Konferenzräume. Derzeit bildet es die größte kulturelle Investition der polnischen Hauptstadt. Im Museum wurde das polychromierte hölzerne Gewölbe der 1942 zerstörten Synagoge in Hwisdez rekonstruiert.
Im Freigelände um den Baukörper sind ebenfalls Schicksale von Juden dargestellt.

## Architektur
Im internationalen Wettbewerb wurde das Projekt des finnischen Architektenteams Lahdelma & Mahlamäki Oy, Helsinki gewählt. Das Museumsgebäude wurde auf dem Grundriss eines Quadrates entworfen. Die gläsernen zweischichtigen Außenwände werden durch eine unregelmäßig geformte Spalte zerrissen, die den gebogenen Galerien mit gewellten Betonwänden im Inneren des Museumsgebäudes entsprechen. Der Spalt steht für den Weg der Juden durch das Meer. Die Außenwelt und das Museumsinnere werden dadurch zugleich miteinander verbunden. Die Glaswände stellen in der zweiten Außenschicht das Wort Polin in lateinischer und hebräischer Schrift dar, das die Kurzbezeichnung für dieses Museum ist.

## Bedeutende Stifter und der Stifterbeirat
Bedeutende Stifter sind eine Gruppe von Personen und Institutionen, die die Programmarbeit des Museums unterstützt haben. Der erste bedeutende Stifter war der Geschäftsmann und Kunstsammler Gregory Jankilevitsch.
Die aktuelle Liste der bedeutenden Stifter des Museums für die Geschichte der polnischen Juden umfasst:
- Koret Foundation
- Jan Kulczyk im Name von Kulczyk Holding
- Zygmunt Rolat
- Taube Family Foundation
- William K. Bowes, Jr. Foundation
- Familie Parasol und The Bonita Trust
- Monika und Wiktor Markowicz
- Irene Kronhill Pletka und The Kronhill Pletka Foundation
- Carmit und Ygal Ozechov
- Tomek Ulatowski
- Janette und Aleksander Goldberg
- Foundation for Polish-German Cooperation
- Conference on Jewish Material Claims Against Germany
- Familien Oliwenstein und Radzyminski
- The Neubauer Family Foundation im name von Miles Lerman
- The David Berg Foundation
- The Jewish Community Federation of San Francisco
- Familie Hellman
- Stiftung der Familie Nissenbaum
- Orange Polska
- Klara und Larry A. Silverstein
- Helen Tramiel geb. Goldgrub und Jack Tramiel geb. Trzmiel
- Deutsche Bundesregierung
- Königreich Norwegen
- Gregory Jankilevitsch
- Odette i Nimroda S. Ariava Stiftung
- Robert Wereda

### Stifterbeirat
Der Stifterbeirat ist ein Unterstützungskomitee, das 2015 gegründet wurde. Ihm gehören Vertreter der bedeutenden Stifter des Museums an. Die Rolle des Beirats besteht darin, das Museum und das Jüdische Historische Institut in Polen in den Kontakten mit jüdischen Gemeinschaften im Ausland, Meinungsführern und potenziellen neuen Stiftern zu unterstützen. Die Mitglieder des Beirats finanzieren außerdem das Fundraising-Budget des Jüdischen Historischen Instituts.
Die aktuellen Mitglieder des Stifterbeirats sind:
- Tad Taube
- Zygmunt Rolat
- Anita Friedman
- Corinne Evens
- Irene Kronhill Pletka
- Ygal Ozechov
- Tomek Ulatowski
- Andrzej Rojek